# Лумініца Ангел
Лумініца Ангел (рум. Luminița Anghel; нар. 7 жовтня 1968, Бухарест, Румунія) — румунська співачка, автор пісень, телезірка та політик. Найбільш відома завдяки виступу на міжнародному пісенному конкурсі Євробачення 2005, що проходив у Києві, де з піснею Let Me Try, яку заспівала разом з гуртом Sistem, посіла третє місце.

## Біографія
Народилась 7 жовтня 1968 року в Бухаресті. Закінчила школу мистецтва, де навчалась музики, а також факультет соціології та психології в Університеті Спіру Харет. Ще з дитинства любила виступати на сцені і дебютувала у 8-річному віці. Після цього її артистична кар'єра стрімко зростала.
Лумініца Ангел стала відомою у Румунії у 1993 році, коли вона виграла перший титул на Mamaia Music Festival, а у 1995 році посіла третє місце на цьому ж фестивалі. Також у 1995 році брала участь у зйомках фільму Капітан Конан. У 2001 році здобула перше місце за найкращий виступ на міжнародному фестивалі Cerbul de Aur у Румунії. Пізніше здобувала призові місця на фестивалях на Мальті, в Болгарії та в Єгипті.
4 березня 2005 року співачка, разом з гуртом Sistem перемагає на відбірному конкурсі «Selecţia Naţională 2005» і отримує можливість представляти свою країну на міжнародному пісенному конкурсі Євробачення 2005 у Києві. На конкурсі виступила з піснею Let Me Try. У півфіналі виступ отримав перше місце з результатом голосування у 235 балів. У фіналі пісня посідає третє місце та отримує 158 балів. Співачка також бере участь у національному відборі у 2010, 2013 та 2015 році, проте посідає двічі друге місце та одного разу третє місце.
Брала участь у багатьох телевізійних програмах на каналах TVR1, TVR2, TVRi та Antena 1. У 2008 році була обличчям компанії Garnier у Румунії, проте цю діяльність довелось припинити відповідно до румунського законодавства у зв'язку з участю у парламентських виборах.

## Політична кар'єра
На парламентських виборах у 2008 році брала участь у виборах до Палати депутатів Румунії від Соціал-демократичної партії, проте поступилася Єлені Удрі.

## Сімейний стан
Одружена з Сілвіу Думітріаде. Офіційна церемонія відбулась на пляжі міста Мангалія у жовтні 2011 року. Вінчання відбулось наступного року в православній церкві в Іспанії.